# Kya (Frøya)
Kya ist eine kleine Insel in der norwegischen Provinz Trøndelag. Auf ihr befinden sich eine kleine Fischerhütten-Siedlung, bestehend aus sechs Wohnhäusern und zwei Geräteschuppen, und ein Leuchtturm.
Zu Beginn des 20. Jahrhunderts war die Insel eine wichtige Basis für Fischer: etwa 20 Wohnhäuser und zwei größere Gästehäuser mit zusammen etwa 400–450 Betten befanden sich auf der Insel.
Seit 2001 ist die Insel in Privatbesitz.